# Giuseppe Borchetta
Giuseppe Borchetta (Mantova, 26 febbraio 1827 – Mantova, 3 aprile 1892) è stato un patriota e ingegnere italiano, partecipò alla Spedizione dei Mille di Garibaldi.

## Biografia
Nel 1859 si arruolò nei Cacciatori delle Alpi che combatterono in Lombardia. Fu tra i Mille di Garibaldi, che lo nominò nel suo Stato Maggiore. Si distinse nella battaglia di Calatafimi del 15 maggio 1860 e a Palermo, il 27-30 maggio 1860. Abbandonò l'impresa per le sue idee mazziniane.
Morì nel 1892.